# Percy W. Bridgman House
Als Percy W. Bridgman House ist seit 1975 das ehemalige Wohnhaus des amerikanischen Nobelpreisträgers Percy Williams Bridgman im National Register of Historic Places mit dem Status einer National Historic Landmark eingetragen. Es befindet sich in der Stadt Cambridge im US-amerikanischen Bundesstaat Massachusetts. Das Gebäude ist heute Teil des Campus der Buckingham Browne & Nichols School und wurde von Bridgman von 1928 bis 1961 bewohnt.

## Historische Bedeutung
Das um 1920 errichtete Bauwerk erhielt seine Bedeutung aufgrund seiner Verflechtung mit Percy Williams Bridgman, der dort nahezu sein gesamtes Arbeitsleben verbrachte. Nachdem er 1908 an der Harvard University zum Doktor der Physik promoviert worden war, wurde er Mitglied der dortigen physikalischen Fakultät. Er lehrte als Professor in Harvard bis zu seiner Emeritierung im Jahr 1954 im Alter von 72 Jahren.
Anders als die meisten seiner zeitgenössischen Fachkollegen konzentrierte er sich lieber auf traditionelle physikalische Themen und weniger auf die Relativitätstheorie oder Quantenphysik. Er beschäftigte sich hauptsächlich mit der Hochdruck-Physik und erhielt für seine diesbezüglichen Arbeiten und Erkenntnisse 1946 den Nobelpreis für Physik. Eines der bekanntesten praktischen Ergebnisse seiner Erfindung eines besonderen Hochdruckbehälters war die erstmalige Erzeugung künstlicher Diamanten in einem Labor von General Electric im Jahr 1955.